# Sthenoteuthis oualaniensis
Sthenoteuthis oualaniensis е вид главоного от семейство Ommastrephidae. Видът не е застрашен от изчезване.

## Разпространение и местообитание
Разпространен е в Австралия, Бангладеш, Вануату, Виетнам, Гуам, Джибути, Египет, Еритрея, Йемен, Индия (Андамански острови), Индонезия, Ирак, Иран, Камбоджа, Катар, Кения, Китай, Коморски острови, Кувейт, Мавриций, Мадагаскар, Малайзия, Маршалови острови, Мианмар, Микронезия, Мозамбик, Науру, Ниуе, Нова Каледония, Обединени арабски емирства, Острови Кук, Пакистан, Палау, Папуа Нова Гвинея, Питкерн, Провинции в КНР, Самоа, Саудитска Арабия, САЩ (Хавайски острови), Северна Корея, Сингапур, Соломонови острови, Сомалия, Судан, Тайван, Тайланд, Танзания, Токелау, Тонга, Тувалу, Уолис и Футуна, Фиджи, Филипини, Френска Полинезия, Хонконг, Шри Ланка, Южна Африка, Южна Корея и Япония.
Обитава крайбрежията на океани, морета и заливи в райони с тропически и субтропичен климат. Среща се на дълбочина от 3 до 914 m, при температура на водата от 7,1 до 28,4 °C и соленост 34,2 – 36,1 ‰.